# Pseudopostega perdigna
Pseudopostega perdigna là một loài bướm đêm thuộc họ Opostegidae. Nó được Walsingham, Lord Thomas de Grey, miêu tả năm 1914. Nó được tìm thấy ở Guerrero, México.
Chiều dài cánh trước khoảng 6 mm. Con trưởng thành bay vào tháng 7.